# القوات الجوية لجيش الجمهورية الإسلامية الإيرانية

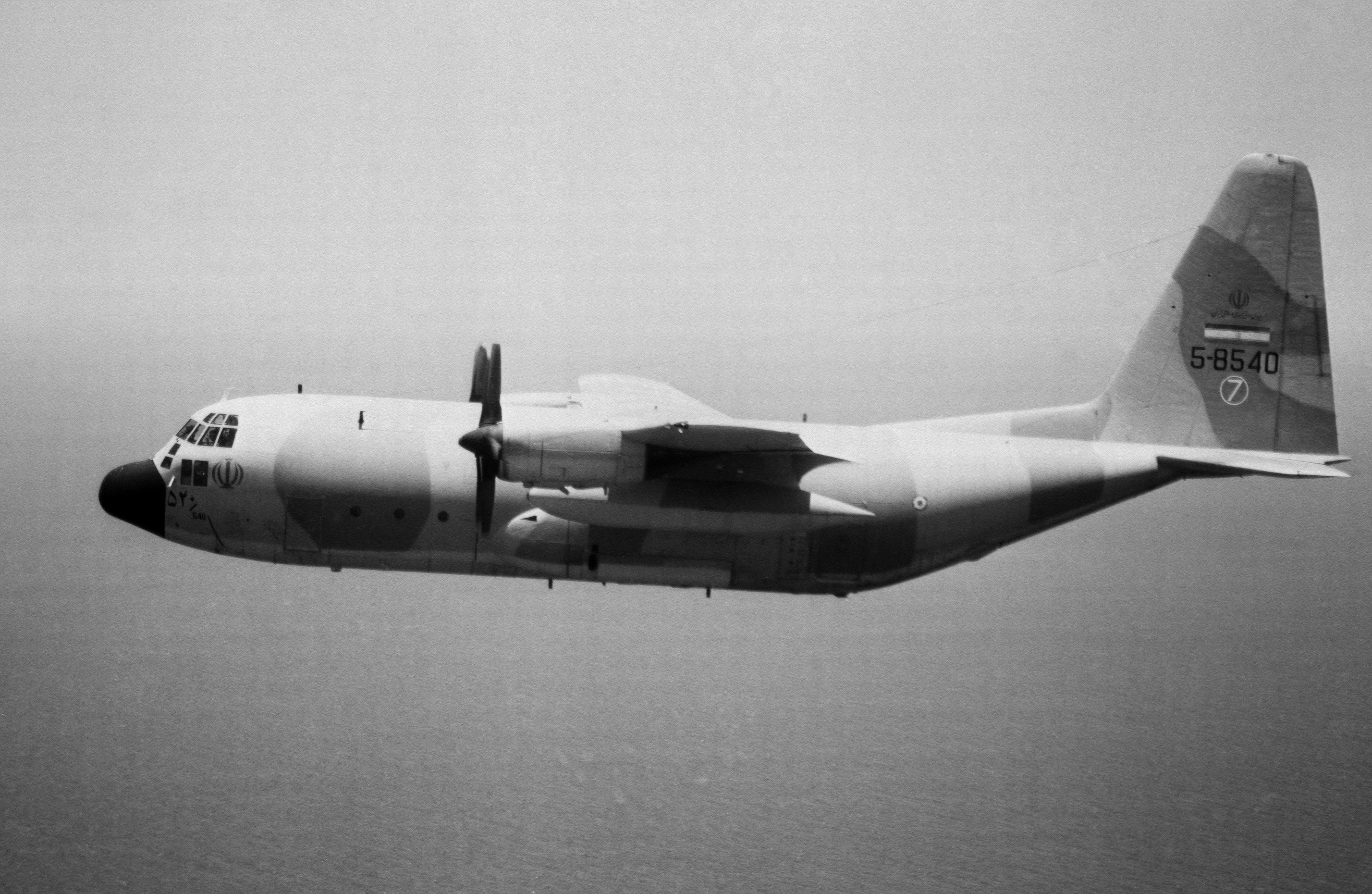
طائرة حربية إيرانية من نوع هرقل C-130 سنة 1988 م

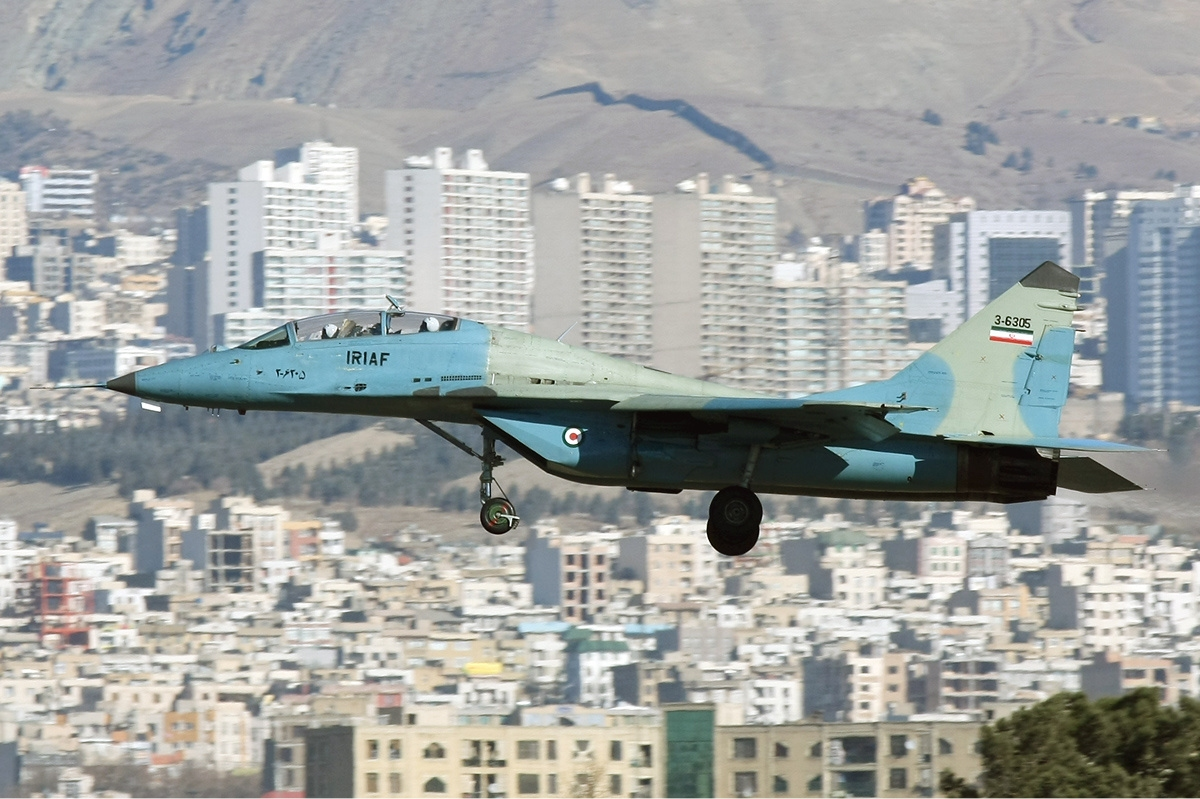
القوات الجوية الإيرانية طائرة الميكويان ميج-29

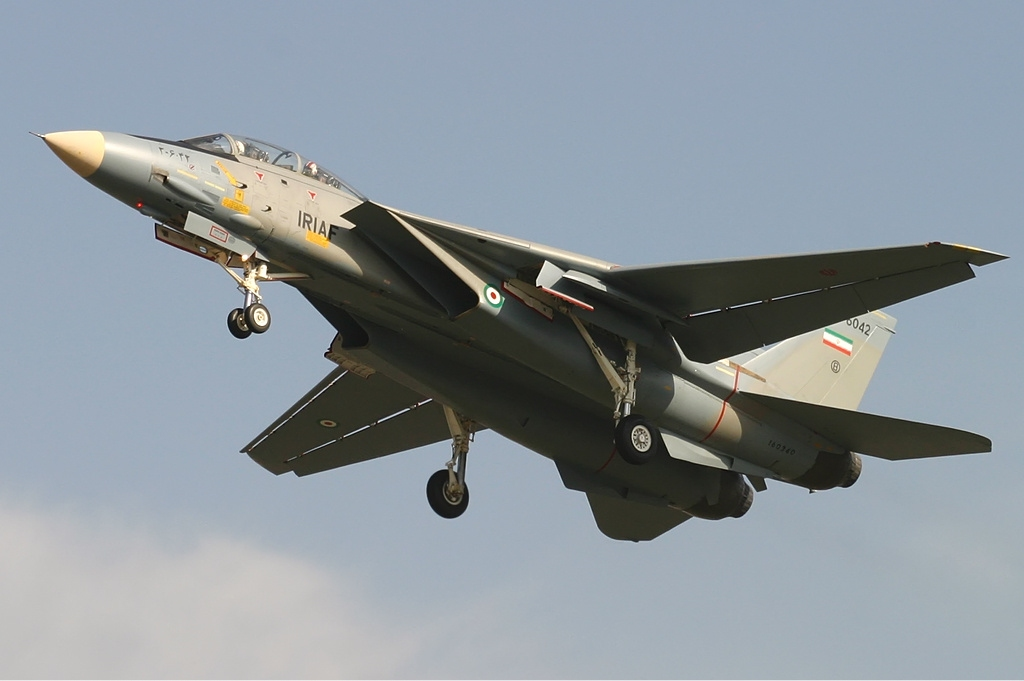
القوات الجوية الإيرانية طائرة إف - 14 توم كات

القوات الجوية لجيش الجمهورية الإسلامية الإيرانية (بالفارسية: نیروی هوایی جمهوری إسلامی ایران) الفرع الجوي للقوات المسلحة الإيرانية، تأسس سلاح الجو عام 1925 بعد شراء طائرات نقل ألمانية من نوع يونكرز إف 13 ثم زود لاحقاً بطائرات عسكرية فرنسية وسوفييتية. أسست القوات الجوية الإسلامية في إيران سنة 1980 م، وذلك قبل بداية الحرب العراقية الإيرانية بعدة أشهر، يختصر باللغة الإنجليزية :IRIAF.
خلال الحرب العراقية الإيرانية فرضت الولايات المتحدة حظر تسلح على إيران مما جعلها تسد حاجة قواتها الجوية عن طريق شراء الطائرات الصينية والسوفييتة.

## تاريخ الطيران الحربي الإيراني
كانت في عهد المملكة الشاهانية الإيرانية وراء إنشاء القوات الجوية الإيرانية، والتي كانت تسمى في ذلك الوقت : القوات الحوية الملكية الإيرانية (بالإنجليزية: Imperial Iranian Air Force) وتختصر بـIIAF.
بعد الغزو البريطاني السوفيتي لإيران عام 1941 دمرت أغلب طائرات سلاح الجو الإيراني وبتولي محمد رضا شاه أعيد بناء القوة الجوية التي بلغت ذروتها عام 1979 حيث بلغ عدد أفرادها 100,000 فرد منهم 5,000 طيار يملكون 450 طائرة كلها أمريكية من أنواع إف - 4 فانتوم الثانية وإف - 14 توم كات وإف 5
القوات الجوية الإيرانية نجحت بتطوير الطائرات العسكرية الأمريكية الصنع، والتي تعود إلى زمن العاهل الإيراني الراحل محمد بهلوي، بالإضافة لاستخدام الطائرات الحربية العراقية خلال الحرب بتطويرها، كما قامت الحكومة الإيرانية بعقد صفقة طائرات الجوية من الاتحاد السوفيتي والصين.
وبعد وصول رجل الدين الإيراني الشيعي الخميني سنة 1979 م، بدأت الحرب العراقية الإيرانية سنة 1981 م، واستفاد القوات الجوية الإيرانية لصفقة سلاح سميت بكونترا جيت، وبعد نهاية الحرب العراقية الإيرانية سنة 1988 م تمكن الإيرانيون من استحداث نوع الطائرات الحربية الأمريكية والتي كانت سلمت لحكومة الشاه في فترة الستينيات والسبعينيات.
بالإضافة إلى شراء المزيد من الطائرات الحربية الروسية والصينية، واستمرت إيران بالمناورات البرية والبحرية لعدة سنوات منذ الحرب الخليج الثانية سنة 1991 م.

## بعد الثورة
بعد اندلاع الثورة الإسلامية الإيرانية والحرب العراقية الإيرانية اضطرت إيران لشراء معدات جديدة من البرازيل، الصين، روسيا، بسبب الحظر من الغرب ويصعب تحديد مكونات القوة الجوية الإيرانية بعد الثورة الإسلامية لكن يلاحظ ان القوة الجوية الإيرانية تستخدم العديد من طائرات القوة الجوية العراقية التي لجئت إلى إيران خلال حرب تحرير الكويت عام 1991 .بعد عام 1980 بدأت إيران بتطوير صناعة طيران محلية لمواجهة النقص الحاصل في قطع الغيار، ومنذ العام 2002 بدأت إيران وبالتعاون مع أوكرانيا بانتاج طائرة إيران 140 وهي نسخة من الطائرة الأوكرانية انتونوف 140 ,كما بدأت إيران بانتاج طائرتان مقاتلتان هما ازراكش وشفق مستخدمة التقنيات الأمريكية من اف 14 توم كات والاف4 تايغر. كما ان إيران تحقق اكتفاء ذاتيا بانتاج المروحيات حيث تنتج مروحيات شافبيز 2-75 وشافبيز 206 وهي نسخ من المروحيات الأمريكية بيل 212 و بيل 206 على التوالي بالإضافة لانتاجها نسخة من طائرات الكوبرا AH-1.

## وصلات خارجية
- Globalsecurity.org
- IRIAF Photos
- Iranian Air Defence على يوتيوب
- Video of the Iranian Air Force
- Persian Website
- Double Digit Air Defence of Iran